# 7217 Dacke
7217 Dacke este un asteroid din centura principală de asteroizi.

## Descriere
7217 Dacke este un asteroid din centura principală de asteroizi. A fost descoperit pe 22 august 1979 la Observatorul La Silla de Claes-Ingvar Lagerkvist. El prezintă o orbită caracterizată de o semiaxă mare de 3,21 ua, o excentricitate de 0,17 și o înclinație de 10,2° în raport cu ecliptica.